# Fructus
Le fructus (du latin signifiant « fruit ») est le droit de disposer des fruits d'une chose, parce qu'on en est le propriétaire ou l'usufruitier.
Il se distingue :
- de l'usus qui est le droit d'user d'une chose,
- de l'abusus qui est le droit de disposer d'une chose, et notamment de l'aliéner.

Ces trois droits composent le droit de propriété. L'association de l'usus et du fructus compose le droit d'utiliser une chose et de jouir de ses fruits (« usufruit »).
Le fructus est un droit réel en ce sens qu'il s'exerce sur une chose, par opposition aux droits personnels qui s'exercent à l'encontre d'une personne (créance).

## Droit québécois
Bien que le mot fructus n'est pas utilisé dans le Code civil du Québec, la jurisprudence et la doctrine considèrent qu'il est implicitement énoncé par l'utilisation du verbe « jouir » à l'article 947 C.c.Q.

« 947. La propriété est le droit d’user, de jouir et de disposer librement et complètement d’un bien, sous réserve des limites et des conditions d’exercice fixées par la loi.
Elle est susceptible de modalités et de démembrements. »